# Henry Oldenburg
Henry Oldenburg (Bremen, ca.1618 — 1677) foi um diplomata, teólogo e filósofo natural alemão que se destacou em Inglaterra como o primeiro secretário da Royal Society.

## Vida e obra
Nascido em Bremen, na Alemanha, aprendeu teologia e trabalhou como tutor antes de se instalar em Inglaterra durante o período do interregno. Depois da "Restauração" inglesa, tornou-se um dos primeiros membros da Royal Society (fundada em 1660), e o seu primeiro secretário, mantendo uma extensa rede de contactos científicos por toda a Europa. Em resultado dessa actividade epistolar, tornou-se o fundador e primeiro editor das Philosophical Transactions.